# Merial
Merial war ein Pharmaunternehmen, das Arzneimittel für den Veterinärbedarf herstellte. Das 1997 gegründete Unternehmen mit Hauptsitz in Lyon war zuletzt eine Tochtergesellschaft von Sanofi. Im Rahmen eines Tauschgeschäfts wurde Merial zum 1. Januar 2017 von Boehringer Ingelheim übernommen und ging dort in der Tiergesundheitssparte Boehringer Ingelheim Animal Health auf.

## Geschichte
1997 wurde das Unternehmen als 50:50 Joint-Venture von MSG AgVet (MSD Sharp & Dohme) und Rhone Merioux (Rhône-Poulenc) gegründet. Rhône-Poulenc, welches Ende 1999 mit dem deutschen Konzern Hoechst AG zur Aventis fusionierte, und nach einer weiteren Fusion Sanofi-Aventis hieß, übernahm 2009 den 50-%-Anteil von MSD Sharp & Dohme, welcher im Zuge der Fusion mit Schering-Plough angeboten wurde. Merial war seitdem der Unternehmensbereich Tiergesundheit von Sanofi.
Im März 2010 wurde bekannt, dass Merial zusammen mit Intervet/Schering-Plough ein neues Joint-Venture bilden möchte, an dem die beiden Mutterkonzerne Sanofi (Merial) und MSD Sharp & Dohme (Intervet/Schering-Plough) mit je 50 % beteiligt wären. Im März 2011 wurde dies aufgrund komplizierter kartellrechtlicher Regelungen und aus anderen Gründen von beiden Unternehmen aufgegeben.
Im Juni 2016 verpflichteten sich Sanofi und Boehringer Ingelheim das Tiergesundheitsgeschäft, Merial, gegen das Selbstmedikationsgeschäft (CHC) zu tauschen. Die Übernahme wurde am 1. Januar 2017 abgeschlossen.
Zuletzt beschäftigte Merial rund 6.900 Mitarbeiter (2016) und erwirtschaftete einen Jahresumsatz von 2,515 Mrd. Euro (2015).

## Kritik
Im August 2007 wurde ein Labor von Merial in Pirbright mit der Ansteckung eines Kuhbestandes in Surrey (Großbritannien) mit der Maul- und Klauenseuche (MKS) in Verbindung gebracht.